# لوئیس استربلر
لوئیس استربلر (انگلیسی: Louis Strebler; ۲ فوریهٔ ۱۸۸۱ – ۳۱ دسامبر ۱۹۶۲) کشتی‌گیر اهل ایالات متحده آمریکا بود.